# Lei de absorção
Em álgebra, a lei de absorção ou identidade de absorção é uma identidade que liga um par de operações binárias.
Duas operações binárias, ¤ e ⁂, são ditas conectadas pela lei de absorção se:
a ¤ (a ⁂ b) = a ⁂ (a ¤ b) = a.
Um conjunto equipado com duas operações binárias comutativas e associativas {\displaystyle \scriptstyle \lor } ("juntar") e {\displaystyle \scriptstyle \land } ("encontro") que são conectados pela lei de absorção é chamado de reticulado; neste caso, ambas as operações são necessariamente idempotentes.
Exemplos de reticulados incluem álgebras de Heyting e álgebras boolianas, em conjuntos particulares de conjuntos com operadores de união e interseção, e conjuntos ordenados com operações min e max.
Na lógica clássica, e em particular na álgebra booliana, as operações OU e E, que também são denotadas por {\displaystyle \scriptstyle \lor } e {\displaystyle \scriptstyle \land }, satisfazem os axiomas da rede, incluindo a lei de absorção. O mesmo é verdade para a lógica intuicionista.
A lei de absorção não se aplica a muitas outras estruturas algébricas, como anéis comutativos, por exemplo, o campo dos números reais, lógicas de relevância, lógicas lineares e lógicas subestruturais. No último caso, não há correspondência biunívoca entre as variáveis livres do par definidor de identidades.